# Alfabeto polacco
L'alfabeto polacco è la forma di alfabeto utilizzato per scrivere la lingua polacca. È basato sull'alfabeto latino, sebbene siano presenti alcune lettere ed alcuni accenti specifici che servono per la trascrizione di particolari suoni caratteristici della lingua polacca.

## Descrizione
L'alfabeto è costituito da 35 lettere che includono 9 vocali e 26 consonanti arricchite da segni diacritici come la codetta (Ąą, Ęę), l'accento acuto (Ćć, Ńń, Óó, Śś, Źź), la barra obliqua (Łł), il punto sovrascritto (Żż). Fa inoltre uso di 7 digrammi, detti dwuznaki (ch [x], cz [t͡ʂ], dz [dz], dź [ʥ], dż [d͡ʐ], rz [ʐ], sz [ʂ]) e 1 trigramma, detto trójznak (dzi [ʥi]).

### Le lettere
1. Aa [a]
2. Ąą [ɔ̃]
3. Bb [b]
4. Cc [ts]
5. Ćć [t͡ɕ]
6. Dd [d]
7. Ee [ɛ]
8. Ęę [ɛ̃]
9. Ff [f]
10. Gg [g]
11. Hh [x]
12. Ii [i]
13. Jj [j]
14. Kk [k]
15. Ll [l]
16. Łł [w]
17. Mm [m]
18. Nn [n]
19. Ńń [ɲ̟]
20. Oo [ɔ]
21. Óó [u]
22. Pp [p]
23. Qq [k]
24. Rr [r]
25. Ss [s]
26. Śś [ɕ]
27. Tt [t]
28. Uu [u]
29. Vv [v]
30. Ww [v]
31. Xx [ks]
32. Yy [ɨ]
33. Zz [z]
34. Źź [ʑ]
35. Żż [ʐ]

Le lettere Q, V e X vengono utilizzate solo in termini derivati o di origine straniera. Molto spesso, vengono sostituite con kw, w e ks (come in kwarc quarzo, weranda veranda, ekstra extra).

### Il trigramma
1. dzi [ʥi]